# Mary Prema Pierick

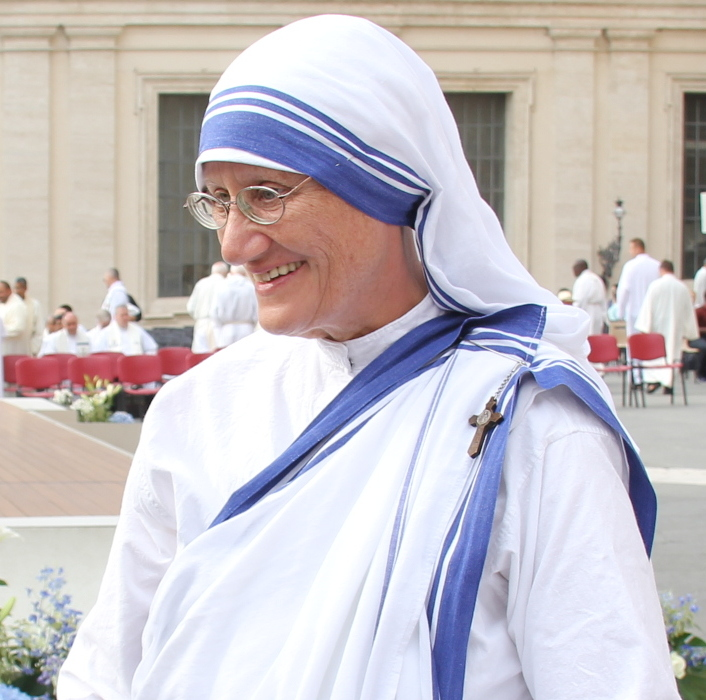
Mary Prema Pierick, 2016

Schwester Mary Prema Pierick (Ordensname, bürgerlich Mechthild Pierick) (* 13. Mai 1953 in Reken) ist eine katholische Ordensschwester und war Generaloberin der Missionarinnen der Nächstenliebe in Kalkutta.

## Leben
Mechthild Pierick lernte im Jahr 1980 auf dem Berliner Katholikentag Mutter Teresa kennen. Im Alter von 27 Jahren trat sie 1980 in Essen als Postulantin in die Ordensgemeinschaft der Missionarinnen der Nächstenliebe ein und nahm den Ordensnamen Maria Prema an. 1983 legte sie die zeitliche Profess ab. Zunächst war Sr. Prema in Rom, Neapel und Madrid tätig. Während der Aufenthalte von Mutter Teresa im Vatikan diente sie ihr als Übersetzerin. Mutter Teresa berief sie nach Kalkutta in das Mutterhaus des Ordens; seit 2005 gehörte Sr. Prema dort dem Leitungskreis der Kongregation an, der aus vier Schwestern besteht.
Die erste Nachfolgerin von Mutter Teresa als Generaloberin, Sr. Mary Nirmala Joshi, sah aus gesundheitlichen Gründen von einer dritten Amtsperiode ab. Sr. Prema wurde am 25. März 2009 von den 162 Teilnehmerinnen des Generalkapitels in Kalkutta als zweite Nachfolgerin Mutter Teresas zur Generaloberin der Kongregation gewählt. Im Jahr 2022 legte sie ihr Amt aus gesundheitlichen Gründen nieder. Ihre Nachfolgerin ist seit April 2022 Schwester Mary Joseph Michael.

## Ehrungen
Sr. Prema wurde 2009 mit dem Verdienstorden des Landes Nordrhein-Westfalen ausgezeichnet.